# Бруна Кузі
Бруна Кузі (ісп. Bruna Cusí Echaniz; 1987, Барселона, Іспанія) — іспанська акторка театру і кіно. У 2010 році закінчила Театральний інститут Барселони.

## Вибіркова фільмографія
- Ардара (2015)
- Літо 1993 (2017)